# Paul Günther (Mathematiker, 1867)
Paul Günther (* 2. April 1867 in Bernburg; † 27. September 1891) war ein deutscher Mathematiker.
Paul Günther studierte in Berlin, unter anderem bei Kronecker, Weierstraß und Fuchs. Er promovierte 1889 und habilitierte sich 1890. Er erkrankte im Frühjahr 1891 schwer und starb daran im Herbst desselben Jahres.
Günthers Arbeitsgebiete waren lineare Differentialgleichungen, Funktionentheorie und elliptische Funktionen. Neun seiner Arbeiten erschienen (teilweise posthum) in Crelles Journal. Eine auf ihn zurückgehende Verallgemeinerung des Weierstraßschen Produktsatzes ist mit seinem Namen verknüpft.